# Руфино (кардинал)
Руфино (Rufino) — католический церковный деятель XII века. В 1173 году стал епископом Нолы, в 1185 был переведен в диоцез Римини. На консистории 1190 года был провозглашен кардиналом-священником с титулом церкви Санта-Прасседе. Участвовал в выборах папы 1191 года (Целестин III). Был папским легатом в Имоле.